# 화성 주회 궤도
화성 주회 궤도(영어: areocentric orbit)는 화성을 도는 궤도 중 하나이다. 
영어 명칭의 "areo-" 접두사는 그리스 신화에서 화성을 의인화해던 아레스에서 왔다.
처음으로 화성 주회 궤도로 들어갔던 탐사선은 미국의 매리너 9호와 소련의 마스 2호, 마스 3호였고 이후 많은 탐사선들이 그 탐사선들의 뒤를 따랐다.

## 같이 보기
- 태양 주회 궤도
- 지구 주회 궤도